# Галактоза
Галактоза (скраћ. Gal) је тип шећера који се налази у млечним производима, у шећерној репи и осталим гумама и слузи. Такође, синтетише га тело, у коме формира део гликолипида и гликопротеина у неколицини ткива. Галактоза се сматра нутритивним заслађивачем јер има хранљиву енергију. Галактоза је мање слатка од глукозе и није много растворљива у води.
Галактоза има хемијску формулу C6H12O6, молекуларну тежину 180.08, и тачку топљења од 167°C.
Галактан је полимер галактозе. Има га у хемицелулози и може да се конвертује у галактозу хидролизом.
Галактоза је моносахарид и заједно са глукозом гради дисахарид лактозу. Хидролизу лактозе на глукозу и галактозу катализује ензим лактаза, једна β-галактосидаза. У човечјем телу, глукоза се претвара у галактозу како би млечне жлезде могле да луче лактозу.

## Структура и изомери
Прва и последња -OH група налазе се на једној страни, а друга и трећа на другој. D-галактоза има исту конфогурацију на свом претпоследњем угљенику као и D-глицералдехид. Галактоза је оптички изомер глукозе.

## Метаболички поремећаји
Постоје три важна поремећаја која укључују галактозу:
- Галактосемија (недостатак галактокиназе) узрокује катаракте и менталну ретардацију. Ако исхрана без галактозе почне на време, катаракте ће нестати без даљих компликација, премда неуролошко оштећење остаје за стално.
- Недостатак УДП галактоза-4-епимеразе је веома редак (само 2 забележена случаја). Узрокује глувост нерава.
- Недостатак галактоза-1-фосфат уридил трансферазе је најпроблематичнији поремећај, јер исхрана без галактозе нема значајне дугорочне последице.

## Несварљиви шећери
Лактулоза је синтетички дисахарид галактозе и фруктозе које је отпоран на интестиналну активност дисахараза.